# Fenie
Fenie est un village qui se situe dans la région de Chaouia-Ouardigha au Maroc. Il est fondé au début du XXe siècle par un Français du nom de Fenie qui y construit une auberge et un bar.